# Thomas Mertens
Thomas Michael Christian Mertens (* 10. März 1950 in Freiburg im Breisgau) ist ein deutscher Arzt, Virologe und Hochschullehrer. Er war von 2004 bis 2024 Mitglied der Ständigen Impfkommission (STIKO) am Robert Koch-Institut und von 2017 bis 2024 ihr Vorsitzender.

## Leben
Mertens wurde als Sohn des Diplom-Volkswirts Joachim Mertens und dessen Frau Matilde, einer Lehrerin, geboren und wuchs in St. Augustin (NRW) im damaligen Siegkreis auf. Nach dem Abitur am altsprachlichen Gymnasium Siegburg studierte er laut Angaben beim RKI von 1968 bis 1976 Medizin an den Universitäten Bonn und Köln. 1976 wurde er mit einer Studie über den Röteln-Hämagglutinationshemmtest (HHT) bei Hans Joachim Eggers zum Dr. med. promoviert. 1984 habilitierte er sich für das Fach Virologie. 1985 erhielt er eine C2-Professur an der Universität Köln und 1991 eine C3-Professur an der Universität Ulm. Von 1998 bis 2018 war er Ordinarius für Virologie der Universität Ulm und Ärztlicher Direktor des Instituts für Virologie des Universitätsklinikums Ulm.
Mertens war von 2004 bis 2024 Mitglied der Ständigen Impfkommission (STIKO) am Robert Koch-Institut und von 2017 bis 2024 ihr Vorsitzender. Als Virologe ist er zudem unter anderem Altpräsident der Gesellschaft für Virologie e. V. sowie Mitglied der AWMF-Leitlinienkommission und des Verbands Biologie, Biowissenschaften und Biomedizin in Deutschland. Außerdem ist er Vorsitzender des Stiftungsrats der Deutschen Leberstiftung.
Mertens gilt als Experte für Herpesviren und forscht seit Jahren schwerpunktmäßig an humanen Cytomegalieviren (HCMV). Seine Arbeit umschließt virale Morphogenese, Immunologie und Resistenzbildung bei HCMV. Er leitete von 1995 bis 2017 das Konsiliarlabor für CMV im Verbund des nationalen Referenznetzwerks des Robert Koch-Instituts.
Für 2023 wurde Mertens die Loeffler-Frosch-Medaille der Gesellschaft für Virologie zugesprochen.

## Kritik
Mertens räumte Ende 2021 in der ARD ein, bestimmte Entscheidungen der Stiko seien „aus der heutigen Perspektive“ zu spät erfolgt. Es wäre „wahrscheinlich günstiger gewesen, mit dem Boostern früher anzufangen“.
Mertens äußerte im November 2021 in einem Interview, er würde ein eigenes siebenjähriges Kind nicht gegen COVID impfen lassen, wenn er eines hätte. Dies wurde von vielen Seiten kritisiert, darunter von den Ministerpräsidenten mehrerer deutscher Länder.
Mertens sagte am 10. Dezember 2021, es sei ein „Fehler“ gewesen, dass er „etwas Persönliches gesagt habe“; er dementierte entschieden, ein Impfskeptiker zu sein.

## Veröffentlichungen
- Der Röteln-Hämagglutinationshemmtest (HHT). Untersuchungen zur Natur des sogenannten Seruminhibitors und zur Optimierung des Tests (Köln, Univ., Diss., 1976).
- Klinische Infektiologie – Infektionskrankheiten erkennen und behandeln. Hrsg. v. Reinhard Marre, Thomas Mertens, Matthias Trautmann u. a., Urban & Fischer Verlag, München ISBN 978-3-437-21741-8, ISBN 3-437-21741-0.
- Mit Otto Haller, Hans-Dieter Klenk und H.-W. Doerr: Diagnostik und Therapie von Viruskrankheiten. Leitlinien der Gesellschaft für Virologie. Kompendium der klinischen Virologie für Studierende und Ärzte. Urban & Fischer bei Elsevier, München 2004 (2. A.); ISBN 3-437-21971-5 / ISBN 978-3-437-21971-9.
- M. Chevillotte, J. von Einem, B. M. Meier, F. M. Lin, H. A. Kestler, T. Mertens: A new tool linking human cytomegalovirus drug resistance mutations to resistance phenotypes. In: Antiviral Res. Band 85, Nr. 2, Februar 2010, S. 318–327, doi:10.1016/j.antiviral.2009.10.004, PMID 19853628.